# Tabor, Nova Gorica
Tabor este o localitate din comuna Nova Gorica, Slovenia, cu o populație de 165 de locuitori.